# Lavis

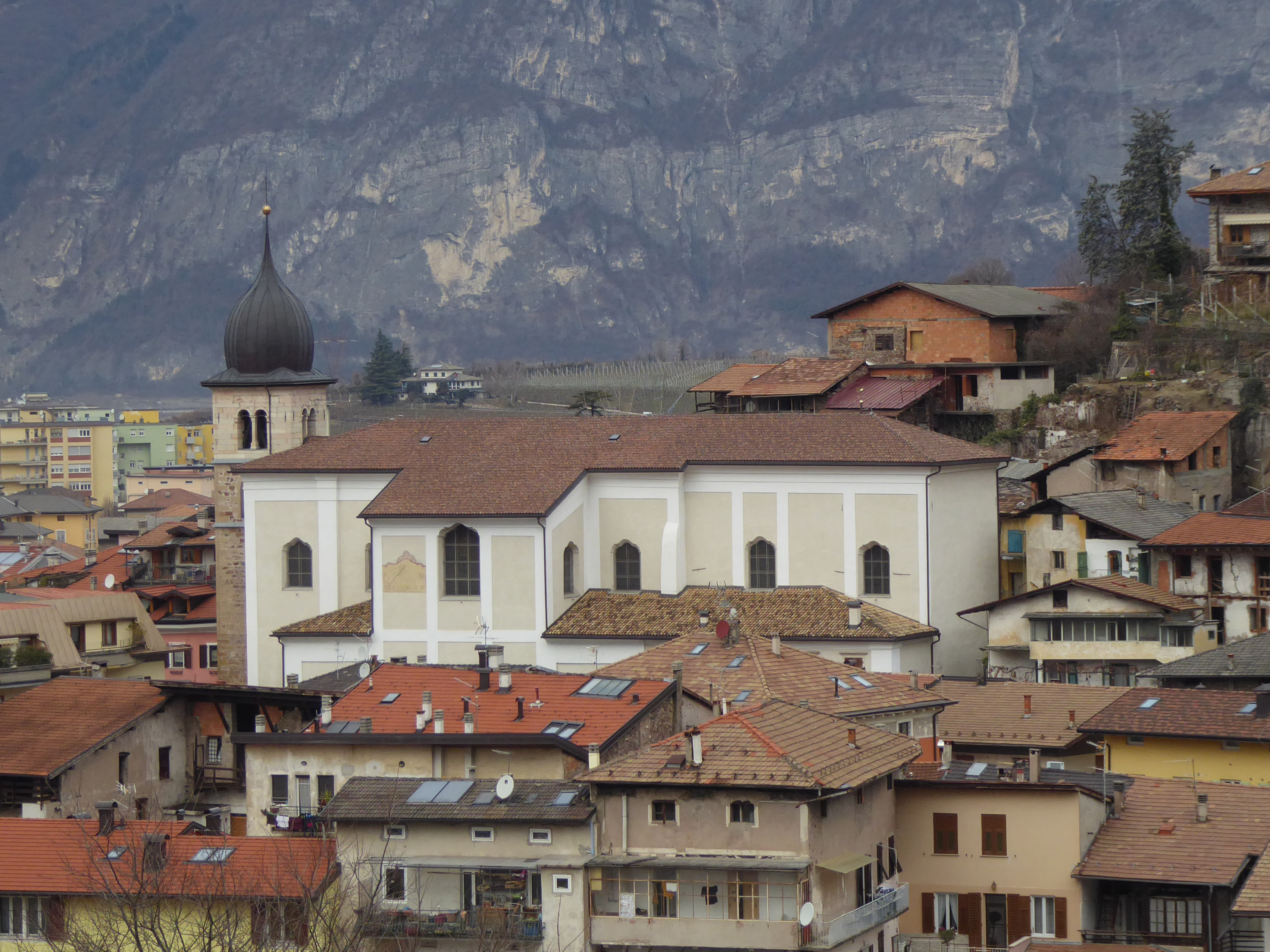
Lavis mit der Kirche San Udalrico

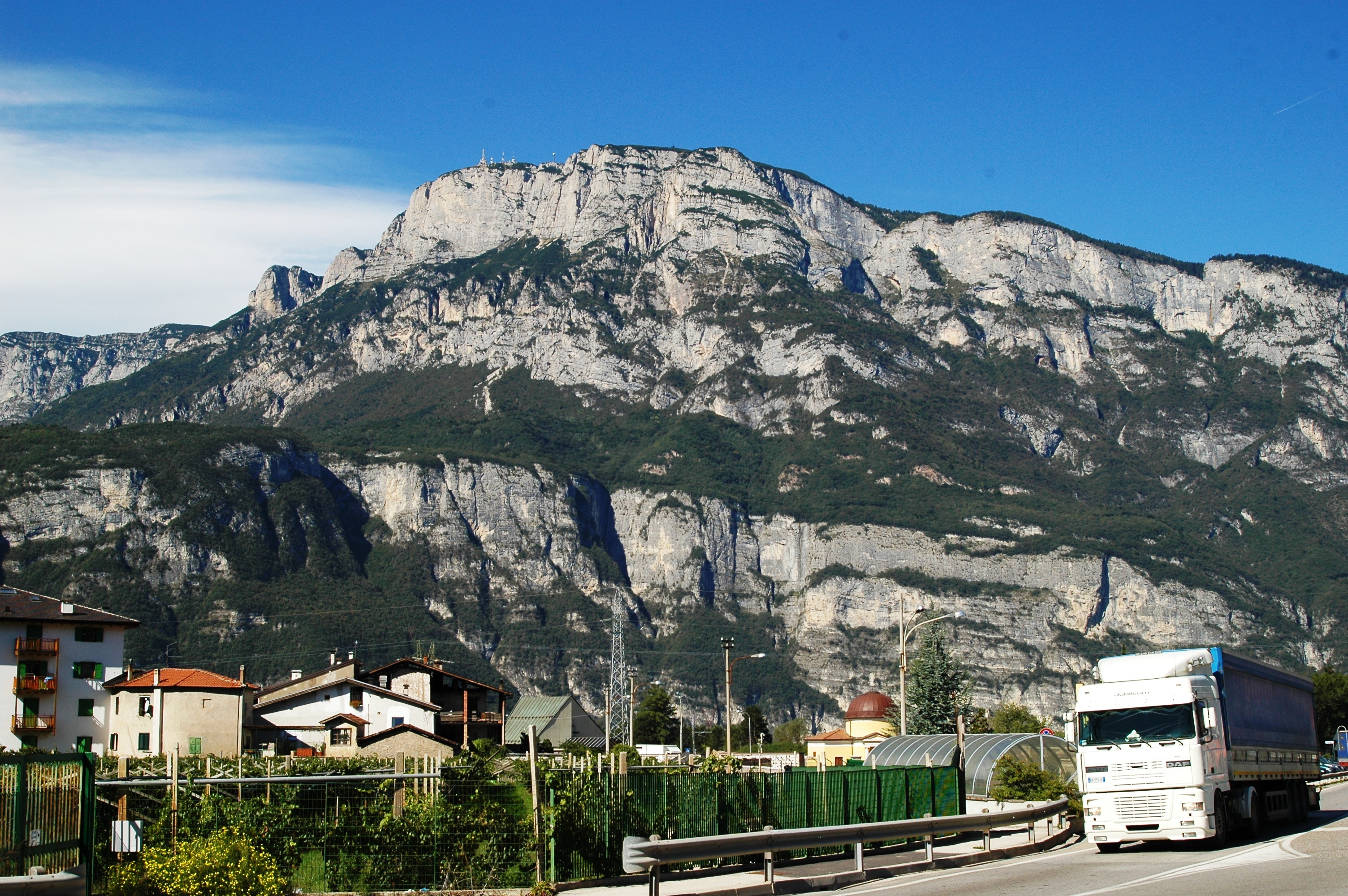
Lavis, an der wichtigen Nord-Süd-Verbindung SS12

Lavis (ausgesprochen: Lavìs; deutsch veraltet: Laifs, auch: Nevis) ist eine italienische Gemeinde mit 9152 Einwohnern (Stand 31. Dezember 2023), am Avisio im Trentino in Italien, nördlich von Trient. Sie gehört zur Talgemeinschaft Comunità Rotaliana-Königsberg. 

## Verwaltungsgliederung
Fraktionen sind Pressano, Sorni und Nave San Felice (Sankt Felix). Nachbargemeinden sind Giovo, San Michele all’Adige, Terre d’Adige, Trient und Vallelaghi.

## Geschichte
Zahlreiche archäologische Funde belegen eine Besiedlung von Lavis seit der Antike. Dabei spielte die Lage am Wildbach eine entscheidende Rolle, bei dem Holz in südliche Richtung transportiert und darauf Zoll erhoben wurde. Der Ort entwickelte sich am Ufer des Flusses Avisio und gehörte bis zur Aufhebung der Patrimonialgerichtsbarkeit zur Herrschaft Königsberg, welches seit 1648 die italienischen Adelsgeschlechter Zenobio und später die Conti Albrizzi aus Venedig innehatten. Ein erstes Gotteshaus dürfte sich dort schon im 11. Jahrhundert befunden haben. Die heutige Kirche San Udalrico, Sitz eines Erzpriesters, wurde erstmals 1240 erwähnt. Der gotische Kirchturm stammt aus der Zeit um 1450. Im 18. Jahrhundert wurde das Gotteshaus barockisiert. Aus der Zeit stammt auch der barocke Hochaltar.
Der Fluss Avisio bildete um 1500 in Tirol noch die deutsch-italienische Sprachgrenze. Bis in das 16. Jahrhundert war die Sprache unter den Einwohnern von Lavis hauptsächlich Deutsch. 1560 protestierten die Einwohner von Lavis und Pressano, um einen Rechtsstreit mit den Bürgern von Trient in deutscher Sprache führen zu können. Nach der Zerstörung durch den Wildbach wurde der Ort von Pressano aus neu besiedelt und die deutsche Sprache bis zum 17. Jahrhundert in der Umgebung vollständig verdrängt. 
1827 bezeichnete man Lavis als einen Marktflecken zwischen der Etsch und dem Avisio gelegen, mit einer Kuratie und einem Postamt. Der Ort war damals Sitz des Patrimonialland- und Lehngerichtes Königsberg, welches in den Händen der Grafen Zenobio-Albrizzi war. Das Amt des Hauptmanns von Königsberg bekleideten lange Zeit das tirolerische landständische Adelsgeschlecht von Schulthaus zu Moos "und Nevisburg". Letzteres Adelsprädikat bezog sich auf Lavis. Die Familie bewohnte in Lavis das nach den Schulthaus benannte Anwesen "Casa Schuldhaus" bzw. "Palazzo de Schuldhaus". Später residierte dort die italienische Familie Viero.

## Verkehr
Die Gemeinde wird von der A22 und der SS 12 durchquert, von der hier die SS 612 abzweigt. Zudem führen die Brennerbahn und die Nonstalbahn durch Lavis. Eine geplante (ca. 13 km lange, nicht ausgeführte) Lokalbahn in das östlich gelegene Cembratal wurde Ende 1913 als staatsgarantierte Linie erachtet. 

## Söhne und Töchter des Ortes
- Johann Nepomuk della Croce (1736–1819), österreichischer Maler[11]